# Tuanjie Jiedao
Tuanjie Jiedao (kinesiska: 团结, 团结街道) är en socken i Kina. Den ligger i provinsen Yunnan, i den sydvästra delen av landet, omkring 15 kilometer väster om provinshuvudstaden Kunming. Antalet invånare är 31 737. Befolkningen består av 15 377 kvinnor och 16 360 män. Barn under 15 år utgör 19,0 %, vuxna 15-64 år 71 %, och äldre över 65 år 8,0 %.
Genomsnittlig årsnederbörd är 886 millimeter. Den regnigaste månaden är juni, med i genomsnitt 181 mm nederbörd, och den torraste är januari, med 10 mm nederbörd.